# Лоллюм
Лоллюм (нід. Lollum) — село в нідерландській провінції Фрисландія. Входить до муніципалітету Південно-Західна Фрисландія.
Його площа становить 8,27км², а населення станом на 2021 рік складало 325 осіб.

## Історія
Перша згадка про населений пункт датується другою половиною XIII сторіччя як Lolinghum, і означає «поселення людей Лолле (людини)». Див. також Лолворт в Англії. Лоллум — це село-терп (штучний живий пагорб), яке виникло в середньовіччі. Колись воно було розташоване за межами дамби, оскільки Слахтедик проходить повз село на південь.
Голландська реформатська церква датується XIII століттям і була поштукатурена у XIX столітті. Невелика дерев'яна вежа була прибудована у 1883 році замість більшої середньовічної вежі. Після доленті (розколу в голландській реформатській церкві) більшість жителів села приєдналися до новоствореної реформатської церкви. Церква була побудована 1915 року і затьмарила свого голландського реформатського колегу. У 2020 році реформатська церква була перетворена на громадський будинок з місцевою крамницею та готелем типу «ліжко та сніданок» у вежі.
У 1840 році в Лоллумі проживало 169 осіб. Польдерний млин Meerswal був побудований у 1903 році. У 1970 році він був зруйнований буревієм і відновлений у 1978 році. До 2011 року село входило до складу муніципалітету Вунсерадіель.

## Галерея

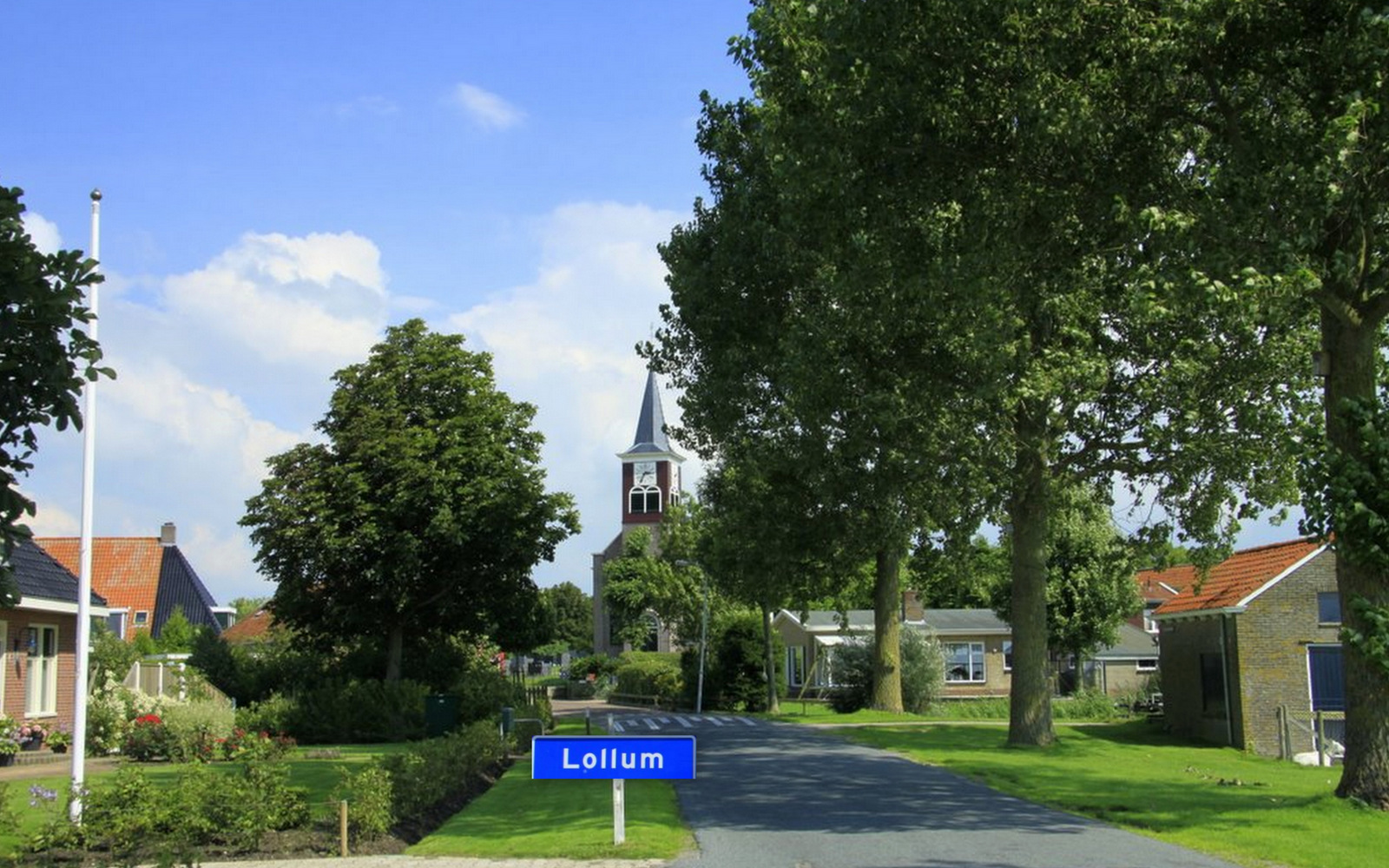
Панорама села
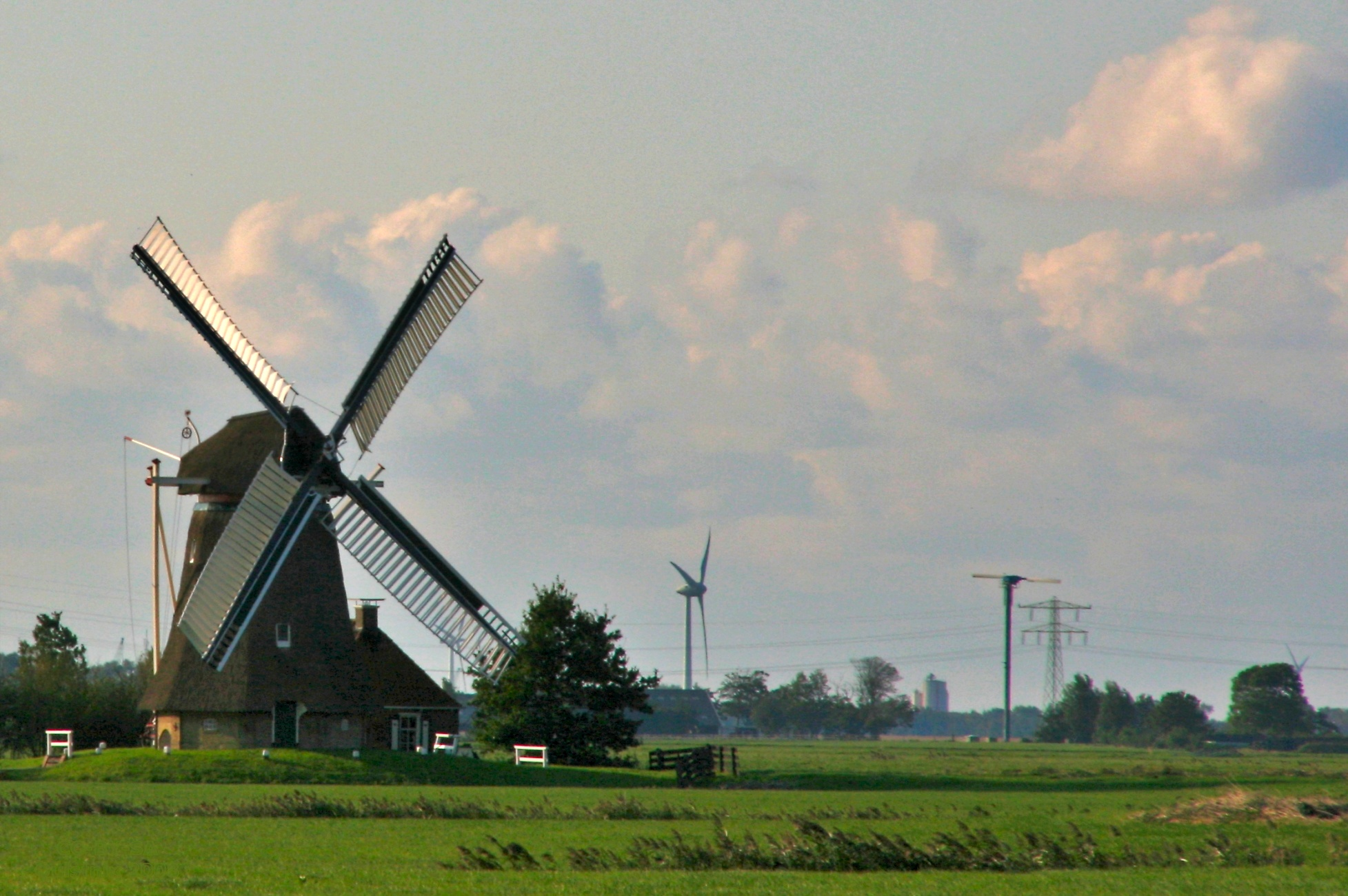
Вітряк Meerswal